# 긱스 (밴드)
긱스(GIGS)는 1999년 결성되어 2001년 초까지 활동했던 대한민국의 밴드였다.

## 앨범

### 정규 음반
- Gigs (1999년, Polimedia)
- Gigs 02 (2000년, Polimedia)

### 참여 음반
- 들국화 : 트리뷰트 - A Tribute To 들국화 (2001년, Universal Music)